# Tlacuatzin canescens
Tlacuatzin canescens is een zoogdier uit de familie van de opossums (Didelphidae). De wetenschappelijke naam van de soort werd voor het eerst geldig gepubliceerd door Joel Asaph Allen in 1893. De soort was lang de enige soort uit het geslacht Tlacuatzin, tot in 2018 4 soorten werden afgesplitst.

## Voorkomen
De soort komt voor op de Landengte van Tehuantepec in Mexico.